# Josef Mráz
Josef Mráz (2. července 1922 Užhorod, Podkarpatská Rus – 20. června 1981) byl český herec.

## Filmografie
- 1979 Dnes v jednom domě
- 1977 Vítězný lid
- 1975 Čertova nevěsta
- 1974 Poslední královna
- 1973 Jana Eyrová
- 1968 Sňatky z rozumu
- 1966 Ženu ani květinou neuhodíš
- 1963 Strach
- 1961 Božena Němcová
- 1961 Tereza
- 1958 Cesta zpátky
- 1956 Hra o život
- 1950 Případ Dr. Kováře